# Thierry II de Heinsberg
Thierry II de Heinsberg (1232 - 1303) fut un seigneur de Heinsberg de 1258 à 1303.

## Biographie
Il est le fils du comte Henri de Sponheim et d'Agnès, dame de Heinsberg (fille de Thierry Ier de Valkenburg et d'Isolda de Limbourg), une branche secondaire des comtes de Sponheim. Il apparut dans l'histoire des Heinsberg en 1298 et acheta la résidence des seigneurs de Millen en 1282. Thierry II de Heinsberg de la maison de Limbourg-Sponheim fut un des pairs du duché de Limbourg (1283 - 1289), dont tous portaient le Lion sur leur blason, comme les familles du Luxembourg, de Heinsberg, de Valkenburg et de Berg. (Dans la lignée plus tardive des seigneurs de Heinsberg, la résidence des seigneurs de Millen appartiendra à Marie de Loon-Heinsberg, comtesse de Nassau et dame de Breda; elle deviendra la grande-grand mère de Guillaume Ier d'Orange-Nassau.)

## Armes et sceau
Le Lion blanc de Limbourg sur un champ de gueules, griffes, langue et couronne d'or, par son père le comte Henri de Sponheim et par sa mère Agnès de Heinsberg, grand-mère d'Isalda/Isabelle de Limbourg (fille de Henri III de Limbourg, sœur de Valéran III, grand-mère Mathilde de Sponheim).

## Descendance
Il fut marié à Jeanne de Louvain-Gaasbeek († 1291), fille de Godfried (nl), seigneur de Gaesbeek (petite fille de Henri Ier de Brabant). Cette union donna cinq enfants, avec deux fils dont les noms étaient inspirés d'après Henri III et Waléran III de Limbourg :
- Henri († 1287)
- Godefroi Ier de Heinsberg († 1331), seigneur de Heinsberg
- Valéran († 1307), seigneur de Blankenberg
- Thierry († na 1302), moine à Cologne et Liège
- Adelheid (nl) († après 21 mai 1343), mariée à Henri I de Nassau-Siegen

Il est possible que Thierry eut deux autres fils hors mariage :
- Lambert (vers 1294 -) seigneur de hof Donselen, inféodé en 1322
- Everhard (vers 1296 -) seigneur d'Oberlieck, inféodé en 1322

## Sources
- (nl) Cet article est partiellement ou en totalité issu de l’article de Wikipédia en néerlandais intitulé « Dirk II van Heinsberg » (voir la liste des auteurs).